# Protocole SPAW

Le protocole SPAW (Specially Protected Areas and Wildlife) est un des trois protocoles de la Convention de Carthagène, relatif aux aires spécialement protégées et à la faune et la flore. Signé en janvier 1990, le Protocole SPAW est entré en vigueur en juin 2000 et est ratifié par 17 pays : Bahamas, Barbade, Belize, Colombie, Cuba, République Dominicaine, France (Guadeloupe, Guyane, Martinique, Saint-Barthélémy, Saint-Martin), Grenade, Guyana, Honduras, Pays-Bas (Aruba, Bonaire, Curaçao, Saba, Saint-Eustache, Sint Maarten), Panama, Sainte-Lucie, Saint-Vincent et les Grenadines, Trinidad et Tobago, États-Unis (États longeant le golfe du Mexique, Iles Vierges Américaines, Porto Rico) et Venezuela.

## Aires protégées
En juin 2022, 36 aires marines protégées sont inscrites au protocole SPAW. Elles sont, de ce fait, identifiées comme aires particulièrement importantes pour la grande région Caraïbe.

## Espèces
Les annexes I et II listent les espèces protégées par le protocole, respectivement pour la flore et la faune. Parmi la faune protégée on trouve le poisson-scie commun. Des espèces terrestres comme aquatiques sont concernées.
L'annexe III établit la liste des espèces dont l'exploitation est réglementée. Pour la France les espèces concernées par l'annexe III, et exploitées dans les Antilles françaises ou en Guyane, sont le lambi (Lobatus gigas) et langouste blanche (Panulirus Argus). La pêche en était déjà réglementée précédemment.

## CAR SPAW
Le protocole SPAW est mis en place par le secrétariat programme des Nations unies pour l'environnement (PNUE), basé en Jamaïque, et par le centre d'activité régionale (CAR) basé en Guadeloupe. Ce dernier appuie le PNUE pour la mise en place de ce protocole. Entre 2009 et 2018 il est rattaché au Parc national de la Guadeloupe et à compter du 1er janvier 2019, ses missions sont reprises par la direction de l'environnement, de l'aménagement et du logement de Guadeloupe.